# 龙湾站
龙湾站位于中华人民共和国山东省青岛市黄岛区滨海大道，是青岛地铁13号线的地铁车站。2018年12月26日开通。龙湾站共有2個出入口（A、B出入口）。B出入口可以換乘黃島501、黃島710、黃島720等公交車。

## 车站周边
- 滨海大道（西）
- 龙桥路（南）
- 西桥子村
- 东桥子村

## 交通资讯
龙湾地铁站：501、710、720、K2